# Qualificações para o Campeonato Europeu de Futebol de 2024 – Grupo I
O Grupo I das Qualificações para o Campeonato Europeu de Futebol de 2024 foi um dos dez grupos que decidiram os classificados para o Campeonato Europeu de Futebol de 2024. As duas melhores seleções se classificaram.

## Classificação
|  | Equipes qualificadas para o Campeonato Europeu de Futebol de 2024 |
|  | Equipes classificadas para a repescagem                           |
|  | Equipes eliminadas                                                |

| Pos | Equipe       | Pts | J  | V | E | D | GP | GC | SG  | Classificado             |  | ROU | SUI | ISR | BLR | KOS | AND |
| --- | ------------ | --- | -- | - | - | - | -- | -- | --- | ------------------------ |  | --- | --- | --- | --- | --- | --- |
| 1   | Romênia      | 22  | 10 | 6 | 4 | 0 | 16 | 5  | +11 | Eurocopa 2024            |  | —   | 1–0 | 1–1 | 2–1 | 2–0 | 4–0 |
| 2   | Suíça        | 17  | 10 | 4 | 5 | 1 | 22 | 11 | +11 | Eurocopa 2024            |  | 2–2 | —   | 3–0 | 3–3 | 1–1 | 3–0 |
| 3   | Israel       | 15  | 10 | 4 | 3 | 3 | 11 | 11 | 0   | Avança para a repescagem |  | 1–2 | 1–1 | —   | 1–0 | 1–1 | 2–1 |
| 4   | Bielorrússia | 12  | 10 | 3 | 3 | 4 | 9  | 14 | −5  | Eliminado                |  | 0–0 | 0–5 | 1–2 | —   | 2–1 | 1–0 |
| 5   | Kosovo       | 11  | 10 | 2 | 5 | 3 | 10 | 10 | 0   | Eliminado                |  | 0–0 | 2–2 | 1–0 | 0–1 | —   | 1–1 |
| 6   | Andorra      | 2   | 10 | 0 | 2 | 8 | 3  | 20 | −17 | Eliminado                |  | 0–2 | 1–2 | 0–2 | 0–0 | 0–3 | —   |

## Partidas
As partidas foram divulgadas pela UEFA em 10 de outubro de 2022. Para as partidas é utilizado o fuso horário UTC+1 e UTC+2.
| 25 de março de 2023 | Israel     | 1 – 1     | Kosovo          | Estádio Bloomfield, Tel Aviv                |
| 18:00               | Peretz 56' | Relatório | Dasa 36' (g.c.) | Público: 28 935 Árbitro: SCO William Collum |

| 25 de março de 2023 | Bielorrússia | 0 – 5     | Suíça                                          | Estádio Karađorđe, Novi Sad (Sérvia)                  |
| 18:00 (20:00 UTC+3) |              | Relatório | Steffen 4', 17', 29' · Xhaka 62' · Amdouni 65' | Público: 0 Árbitro: ESP Alejandro Hernández Hernández |

| 25 de março de 2023 | Andorra | 0 – 2     | Romênia              | Estádio Nacional, Andorra-a-Velha     |
| 20:45               |         | Relatório | Man 35' · Alibec 49' | Público: 2 927 Árbitro: CRO Dario Bel |

| 28 de março de 2023 | Kosovo       | 1 – 1     | Andorra   | Estádio Fadil Vokrri, Pristina                  |
| 20:45               | Zhegrova 59' | Relatório | Rosas 61' | Público: 12 600 Árbitro: AUT Sebastian Gishamer |

| 28 de março de 2023 | Romênia                 | 2 – 1     | Bielorrússia | Arena Națională, Bucareste                   |
| 20:45 (21:45 UTC+3) | Stanciu 17' · Burcă 19' | Relatório | Morozov 86'  | Público: 27 837 Árbitro: NED Allard Lindhout |

| 28 de março de 2023 | Suíça                                 | 3 – 0     | Israel | Estádio de Genebra, Genebra                   |
| 20:45               | Vargas 39' · Amdouni 48' · Widmer 52' | Relatório |        | Público: 14 819 Árbitro: MNE Nikola Dabanović |

| 16 de junho de 2023 | Andorra    | 1 – 2     | Suíça                    | Estádio Nacional, Andorra-a-Velha        |
| 20:45               | Vieira 67' | Relatório | Freuler 7' · Amdouni 32' | Público: 2 490 Árbitro: HUN Balázs Berke |

| 16 de junho de 2023 | Bielorrússia | 1 – 2     | Israel                            | Estádio Ferenc Szusza, Budapeste (Hungria) |
| 20:45               | Ebong 16'    | Relatório | Weissman 85' (pen) · Gloukh 90+2' | Público: 0 Árbitro: AUS Jarred Gillett     |

| 16 de junho de 2023 | Kosovo | 0 – 0     | Romênia | Estádio Fadil Vokrri, Pristina              |
| 20:45               |        | Relatório |         | Público: 11 000 Árbitro: NED Danny Makkelie |

| 19 de junho de 2023 | Bielorrússia            | 2 – 1     | Kosovo           | Estádio Ferenc Szusza, Budapeste (Hungria) |
| 20:45               | Morozov 73' · Ebong 75' | Relatório | Muriqi 87' (pen) | Público: 0 Árbitro: AUT Julian Weinberger  |

| 19 de junho de 2023 | Israel                   | 2 – 1     | Andorra   | Estádio Teddy Kollek, Jerusalém                |
| 20:45 (21:45 UTC+3) | Shlomo 42' · Solomon 61' | Relatório | Rosas 52' | Público: 13 300 Árbitro: BUL Dragomir Draganov |

| 19 de junho de 2023 | Suíça            | 2 – 2     | Romênia            | Swissporarena, Lucerna                      |
| 20:45               | Amdouni 28', 41' | Relatório | Mihăilă 89', 90+2' | Público: 14 400 Árbitro: ITA Daniele Orsato |

| 9 de setembro de 2023 | Andorra | 0 – 0     | Bielorrússia | Estádio Nacional, Andorra-a-Velha           |
| 18:00                 |         | Relatório |              | Público: 1 026 Árbitro: ALB Eldorjan Hamiti |

| 9 de setembro de 2023 | Kosovo            | 2 – 2     | Suíça                             | Estádio Fadil Vokrri, Pristina            |
| 20:45                 | Muriqi 65', 90+4' | Relatório | Freuler 14' · Rrahmani 79' (g.c.) | Público: 12 700 Árbitro: DEN Jakob Kehlet |

| 9 de setembro de 2023 | Romênia    | 1 – 1     | Israel     | Arena Națională, Bucareste                 |
| 20:45 (21:45 UTC+3)   | Alibec 27' | Relatório | Gloukh 53' | Público: 49 193 Árbitro: SVN Slavko Vinčić |

| 12 de setembro de 2023 | Israel           | 1 – 0     | Bielorrússia | Estádio Bloomfield, Tel Aviv                   |
| 20:45 (21:45 UTC+3)    | Kanikovski 90+3' | Relatório |              | Público: 28 435 Árbitro: ESP Ricardo de Burgos |

| 12 de setembro de 2023 | Romênia                     | 2 – 0     | Kosovo | Arena Națională, Bucareste                 |
| 20:45 (21:45 UTC+3)    | Stanciu 83' · Mihăilă 90+3' | Relatório |        | Público: 29 982 Árbitro: FRA Willy Delajod |

| 12 de setembro de 2023 | Suíça                                       | 3 – 0     | Andorra | Stade Tourbillon, Sião                     |
| 20:45                  | Itten 49' · Xhaka 84' · Shaqiri 90+3' (pen) | Relatório |         | Público: 9 000 Árbitro: AZE Elchin Masiyev |

| 12 de outubro de 2023 | Andorra | 0 – 3     | Kosovo                        | Estádio Nacional, Andorra-a-Velha          |
| 20:45                 |         | Relatório | Rashica 26', 71' · Zeqiri 83' | Público: 1 207 Árbitro: SCO Nicholas Walsh |

| 12 de outubro de 2023 | Bielorrússia | 0 – 0     | Romênia | Estádio Ferenc Szusza, Budapeste (Hungria) |
| 20:45                 |              | Relatório |         | Público: 0 Árbitro: NOR Espen Eskås        |

| 15 de outubro de 2023 | Suíça                                  | 3 – 3     | Bielorrússia                              | Kybunpark, São Galo                        |
| 18:00                 | Shaqiri 28' · Akanji 89' · Amdouni 90' | Relatório | Ebong 61' · Polyakov 69' · Antilevski 84' | Público: 17 000 Árbitro: POR João Pinheiro |

| 15 de outubro de 2023 | Romênia                                              | 4 – 0     | Andorra | Arena Națională, Bucareste                 |
| 20:45                 | Stanciu 23' · Hagi 28' · Marin 44' (pen) · Coman 50' | Relatório |         | Público: 21 723 Árbitro: EST Kristo Tohver |

| 12 de novembro de 2023 | Kosovo      | 1 – 0     | Israel | Estádio Fadil Vokrri, Pristina            |
| 20:45                  | Rashica 41' | Relatório |        | Público: 5 245 Árbitro: SVK Ivan Kružliak |

| 15 de novembro de 2023 | Israel       | 1 – 1     | Suíça      | Pancho Aréna, Felcsút (Hungria)            |
| 20:45                  | Weissman 88' | Relatório | Vargas 36' | Público: 2 024 Árbitro: ENG Anthony Taylor |

| 18 de novembro de 2023 | Bielorrússia | 1 – 0     | Andorra | Estádio Ferenc Szusza, Budapeste, (Hungria) |
| 18:00                  | Laptev 83'   | Relatório |         | Público: 0 Árbitro: KAZ Bulat Sariyev       |

| 18 de novembro de 2023 | Israel    | 1 – 2     | Romênia               | Pancho Aréna, Felcsút (Hungria)               |
| 20:45 (21:45 UTC+2)    | Zahavi 2' | Relatório | Pușcaș 10' · Hagi 63' | Público: 2 921 Árbitro: FRA François Letexier |

| 18 de novembro de 2023 | Suíça      | 1 – 1     | Kosovo     | St. Jakob-Park, Basileia                   |
| 20:45                  | Vargas 47' | Relatório | Hyseni 82' | Público: 33 000 Árbitro: POR António Nobre |

| 21 de novembro de 2023 | Andorra | 0 – 2     | Israel                       | Estádio Nacional, Andorra-a-Velha          |
| 20:45                  |         | Relatório | Cervó 29' (g.c.) · Kinda 81' | Público: 568 Árbitro: GER Sascha Stegemann |

| 21 de novembro de 2023 | Kosovo | 0 – 1     | Bielorrússia   | Estádio Fadil Vokrri, Pristina             |
| 20:45                  |        | Relatório | Antilveski 43' | Público: 5 026 Árbitro: BUL Georgi Kabakov |

| 21 de novembro de 2023 | Romênia    | 1 – 0     | Suíça | Arena Națională, Bucareste                |
| 20:45 (21:45 UTC+2)    | Alibec 50' | Relatório |       | Público: 50 224 Árbitro: ITA Davide Massa |